# Morgan Tsvangirai

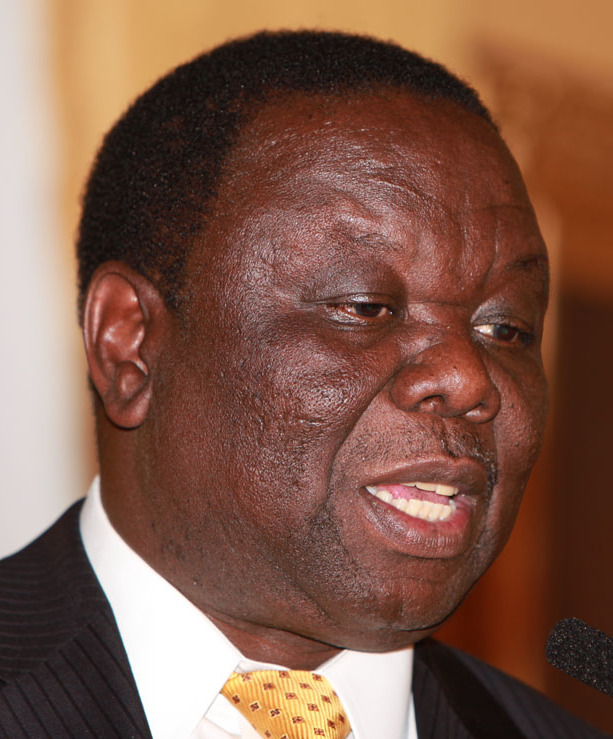
Morgan Tsvangirai (2009)

Morgan Richard Tsvangirai (Aussprache auf Schona: [ts͎aŋ.ɡi.ra.i]; * 10. März 1952 in Buhera; † 14. Februar 2018 in Johannesburg, Südafrika) war ein simbabwischer Politiker. Vom 11. Februar 2009 bis zum 31. Juli 2013 war er Ministerpräsident des Landes. Der ehemalige Gewerkschaftsführer war außerdem Vorsitzender der langjährigen Oppositionspartei Movement for Democratic Change – Tsvangirai (MDC-T, deutsch Bewegung für den Demokratischen Wandel).

## Leben
Tsvangirai wurde 1952 als ältester Sohn eines Maurers geboren. Im Jahr 1999 war er an der Gründung des MDC beteiligt. Er war einer der schärfsten Kritiker des autokratischen Machthabers Robert Mugabe (ZANU-PF). Seinen größten politischen Triumph erreichte Tsvangirai im Jahr 2000, als sein MDC die Hälfte der Stimmen bei den Parlamentswahlen erlangen konnte. Nach den Wahlen kam es allerdings zu einem Zerwürfnis innerhalb der Opposition, so dass Mugabe im Gegensatz zur zerstrittenen Opposition letztendlich gestärkt aus den Wahlen hervorging.
Seitdem kam es verstärkt zu massiven Menschenrechtsverletzungen gegen Tsvangirai und andere Parteimitglieder: Es kam zu Körperverletzungen, enge Mitarbeiter Tsvangirais wurden getötet und er selbst hatte sich wegen Hochverrats mehrmals vor Gericht zu verantworten. 2005 kam es zur Spaltung des MDC; in der Folge führte Tsvangirai die größere Partei MDC-T an, wobei „T“ für seinen Nachnamen steht. Am 11. März 2007 wurde er nach seiner Verhaftung im Zusammenhang mit einer regimekritischen Demonstration von Polizisten schwer misshandelt, wobei er einen Schädelbruch erlitt. Wenige Tage später wurde er wieder auf freien Fuß gesetzt.
Bei den Präsidentschaftswahlen im März 2008 trat Tsvangirai gegen Amtsinhaber Mugabe und den unabhängigen Kandidaten Simba Makoni an. Tsvangirai sah sich Anfang April 2008 klar vorn und lehnte eine von Mugabe favorisierte Stichwahl zunächst ab. Diese war notwendig geworden, da laut des umstrittenen offiziellen Ergebnisses kein Kandidat die absolute Mehrheit erreicht hatte.
Am 9. Mai erklärte er sich unter bestimmten Bedingungen bereit, an der Stichwahl teilzunehmen, er zog seine Kandidatur aber am 22. Juni wegen zunehmender Gewalt gegen Anhänger der MDC wieder zurück.
Anfang September 2008 einigten sich Mugabe und Tsvangirai unter Vermittlung des südafrikanischen Staatspräsidenten Thabo Mbeki auf eine Machtteilung. Der verfolgte Oppositionsführer sollte an der Regierung beteiligt werden. Ein entsprechendes Abkommen wurde am 15. September 2008 bei einer offiziellen Zeremonie unterschrieben. Die Verhandlungen um die Verteilung von Schlüsselministerien dauerten Monate; am 11. Februar 2009 wurde Tsvangirai als Ministerpräsident vereidigt.
Am 6. März 2009 kollidierte das Auto des Ehepaares Tsvangirai auf dem Weg zu einer Wahlkampfveranstaltung in Buhera mit dem LKW einer Hilfsorganisation. Bei dem Unfall wurde Tsvangirai schwer verletzt, seine Frau Susan starb noch am Unfallort. Seine Tochter Vimbai Tsvangirai-Java starb ebenfalls durch einen Verkehrsunfall im Juni 2019.
Am 15. September 2012 heiratete Tsvangirai die 25 Jahre jüngere Elizabeth Macheka nach traditionellem Recht, um ein von seiner früheren Lebenspartnerin Locardia Karimatsenga beim Obersten Gericht gegen ihn erwirktes ziviles Heiratsverbot zu umgehen. Macheka ist eine Tochter des ZANU-PF-Politikers Joseph Macheka, damals Bürgermeister der Stadt Chitungwiza.
Bei den Wahlen 2013 verlor Tsvangirais Partei massiv an Stimmen; Tsvangirai wurde Oppositionsführer.
Tsvangirai starb im Februar 2018 mit 65 Jahren in Südafrika an den Folgen von Darmkrebs. Wenige Tage vor seinem Tod ernannte er Nelson Chamisa zu seinem Nachfolger.